# Oleg Gazmanow
Oleg Michajłowicz Gazmanow, ros. Олег Михайлович Газманов (ur. 22 lipca 1951 w Gusiewie) – rosyjski piosenkarz, poeta i kompozytor. W 2002 roku otrzymał tytuł Ludowego Artysty Federacji Rosyjskiej.

## Kontrowersje
Zaliczany jest do głównych apologetów polityki Władimira Putina wśród rosyjskich muzyków, w jego utworach obecna jest apologia ideologii wielkoruskiej i nostalgia za ZSRR. W 2014 roku artyście odmówiono z tego powodu wjazdu na Łotwę, a w 2016 roku na Litwę. W 2015 roku został uznany przez SBU za osobę zagrażającą bezpieczeństwu narodowemu Ukrainy.
18 marca 2022 roku był jedną z głównych gwiazd koncertu z okazji 8. rocznicy aneksji Krymu przez Rosję, będącego jednocześnie wyrazem poparcia dla trwającej agresji na Ukrainę.

## Odznaczenia
- 2001 – Ludowy Artysta Federacji Rosyjskiej[8]
- 2006 – Order Honoru[9]
- 2012 – Order „Za zasługi dla Ojczyzny” IV Klasy[10]
- 2018 – Order Przyjaźni[11]
- 2022 – Order „Za zasługi w kulturze i sztuce”[12]

## Dyskografia
- 1991 – «Эскадрон»
- 1993 – «Морячка»
- 1994 – «Загулял»
- 1996 – «Бродяга»
- 1996 – «Москва. Лучшие песни»
- 1997 – «Эскадрон моих песен шальных…»
- 1998 – «Красная книга»
- 2000 – «Из века в век. Избранное»
- 2002 – «Первый раунд – 50!»
- 2003 – «Мои ясные дни»
- 2004 – «Господа Офицеры – 10 лет»
- 2005 – «Сделан в СССР»
- 2008 – «Семь футов под килем»
- 2011 – «Юбилейный альбом Upgrade»
- 2015 – «Вперед, Россия!»
- 2022 – «Мама-Родина»